# مورترونه
مورترونه (به ایتالیایی: Morterone) یک کومونه در ایتالیا است که در استان لکو واقع شده‌است. مورترونه ۱۳٫۸ کیلومتر مربع مساحت و ۳۲ نفر جمعیت دارد و ۱٬۰۷۰ متر بالاتر از سطح دریا واقع شده‌است.

## خواهرخوانده
شهر برومانو خواهرخواندهٔ مورترونه هست.